# Microdon hermetia
Microdon hermetia är en tvåvingeart som beskrevs av Charles Howard Curran 1936. Microdon hermetia ingår i släktet myrblomflugor, och familjen blomflugor.
Artens utbredningsområde är Panama. Inga underarter finns listade i Catalogue of Life.